# Одеський національний академічний театр опери та балету
Оде́ський націона́льний академі́чний теа́тр о́пери та бале́ту — найстаріший оперний театр України [джерело?]. Розташований у місті Одеса за адресою пров. Театральний, 1. Фасад будівлі обернений на перехрестя вулиць Ланжеронівської та Рішельєвської (Театральну площу), тильна сторона театру виходить на Театральний провулок.
Будівлю зведено 1887 року під керівництвом архітекторів Фердинанда Фельнера і Германа Гельмера («Бюро Фельнер & Гельмер») у стилі віденського бароко. Архітектура глядацького залу витримана в стилі пізнього французького рококо[джерело?].
Унікальна акустика підковоподібного залу дає змогу доносити навіть шепіт зі сцени в будь-який куточок залу [джерело?].

## Будівля театру
Одеський оперний театр відомий насамперед своєю архітектурою, а за своїм плануванням і технічними даними не поступається найкращим у Європі.
У плані будівля складається з підковоподібної зали глядачів, охопленої галереями, фоє та прямокутною сценою з підсобними приміщеннями. За поздовжньою віссю будівлі — двоярусний з високим аттиком портал головного входу, за поперечною — триаркадні галереї бокових входів. Планування радіальне — з центру по радіусах у різних напрямах прокладено проходи до виходу. Сходи, що безпосередньо ведуть до театрального виходу, також мають яруси. Перекрита будівля системою металевих ферм, покриття цинкове. Покриття зали глядачів нагадує поверхню частини еліпсоїда, відсіченого площинами по горизонтальних і вертикальних осях симетрії, воно увінчане круглим ліхтарем з куполом, завершеним невисоким шпилем.
У грудні 2023 року Комітет ЮНЕСКО із захисту культурної спадщини затвердив рішення внести чергові п’ять об’єктів культурної спадщини України до Міжнародного переліку культурних цінностей, які перебувають під тимчасовим посиленим захистом. Серед них є будівля Одеського національного академічного театру опери та балету .

### Етапи будівництва
Відкриття першої споруди театру відбулося 1810 року, але у 1873 році відбулася пожежа, через яку театр згорів. Сучасна будівля зведена 1887 року під керівництвом архітекторів Фердинанда Фельнера і Германа Гельмера («Бюро Фельнер & Гельмер») у стилі віденського бароко. Архітектура глядацького залу витримана в стилі пізнього французького рококо. Унікальна акустика підковоподібного залу дозволяє доносити навіть шепіт зі сцени в будь-який куточок залу. Повну реставрацію будівлі театру завершили у 2007 році.

### Екстер'єр
Будівля театру виконана в стилі віденського бароко. Зовні структурно складається з 3 поверхів. 1-й (цокольний) і 2-й, прикрашені лише колонами тосканського ордера в лоджіях, утворюють одне ціле, виглядають громіздко й фундаментально, надаючи будівлі статичності. 3-й поверх — легший, ажурний, із витонченою обробкою деталей з арковими лоджіями, колонами та пілястрами іонійського ордера — приховує тяжкість нижніх поверхів і створює ілюзію легкості. Додаткові ефекти вносять витончений портик і куполоподібний дах. Будівля ніби «парить» над землею. Над фасадом підноситься скульптурна група, що зображує музу театральної трагедії Мельпомену в колісниці, запряженій 4 підкореними нею пантерами. Нижче розташовані дві також міфологічні скульптурні групи: ліворуч Орфей грає на кіфарі для кентавра, праворуч муза танцю Терпсіхора танцює з дівчинкою. На фронтоні портика римськими цифрами вказані декілька дат:
- перший рядок — дати початку та закінчення спорудження театру (1884—1887);
- другий рядок — фраза «театр горів» і рік 1925; потім рік 1967 і слово «реконструкція».

Обабіч центрального входу — скульптурні групи, що втілюють Комедію та Трагедію: ліворуч — фрагмент трагедії Евріпіда «Іполіт», праворуч — епізод із комедії Арістофана «Птахи».

Вздовж фронтону в круглих нішах верхнього поверху встановлені бюсти російських письменників і композиторів: Олександра Пушкіна, Михайла Глінки, Олександра Грибоєдова, Миколи Гоголя (скульптори — Ф. Неталі й Ф. Фрідль, ліпнина — Л. Стрікциуса під керівництвом Ф. Етеля).

### Інтер'єр

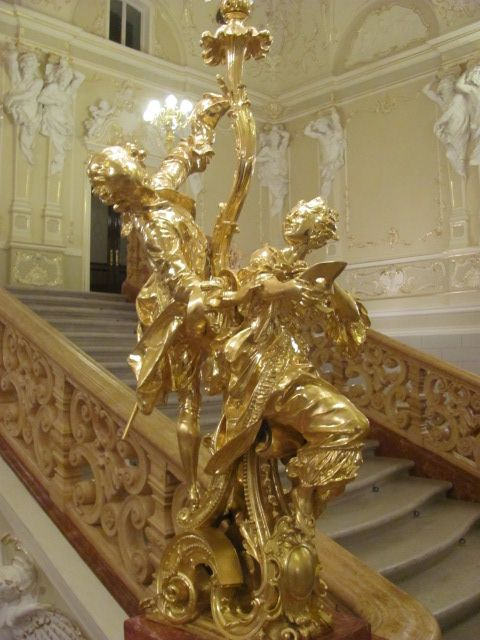
Золоті скульптури на сходах

Найгарніша частина будівлі — інтер'єр, перш за все, зала глядачів, створена в стилі пізнього французького рококо та прикрашена ліпними позолоченими орнаментами. В основу композиції, що прикрашає стелю, покладено 4 картини-медальйони роботи Лефлера на сюжети з п'єс Вільяма Шекспіра («Гамлет», «Сон літньої ночі», «Зимова казка», «Як вам це сподобається»). Вражає витонченістю ажурних деталей велика люстра в центрі стелі.
Привертають увагу витончена ліпнина в ярусах, бокових вестибюлях і вздовж сходів, що ведуть до лож, оригінальні світильники, канделябри й орнаменти бронзових інкрустацій. Вражає своїм смаком завіса, створена за ескізом Олександра Головіна.
Площа сцени — 500 кв. метрів.
Унікальна акустика приміщення дозволяє доносити навіть шепіт зі сцени до кожного куточка зали.
У залі місця для глядачів розміщені в партері, ложах бенуару, бельетажу, 1-го та 2-го ярусів і на галереї. Серед лож виділяється «царська» ложа — в центрі бельетажу просто навпроти сцени. У 1-му ряду вона має 12 крісел.

### Реставрації
- Щоб зупинити осідання будівлі й утворення тріщин в її опорних конструкціях, в 1955—1956 рр. виконали роботи зі зміцнення фундаменту театру шляхом його силікатування рідким склом (залито близько 6 млн л розплавленого скла через шурфи в фундамент).
- 1965—1967 — повна реставрація театру — як зовні, так і всередині. Уряд СРСР витратив 4 млн крб і 9 кг щирого сусального золота. Проте ці заходи допомогли не надовго — театр збудували на осадових породах, тому процес його руйнації тривав.
- До середини 1990-х рр. будівля дійшла катастрофічного стану, і 1996 року Кабінет Міністрів України виділив кошти на нову капітальну реставрацію. Закінчення робіт спершу планували на 1999 рік, а потім неодноразово переносили через нестачу коштів. Було зміцнено фундамент шляхом заливки залізобетонних паль. Повну реставрацію будівлі завершили 2007 року.

## Історія театру

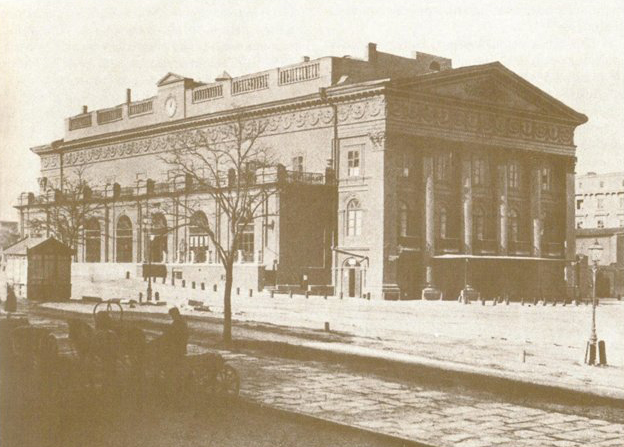
Перший оперний театр після реконструкції, 1836 р. Фото зроблене у 1840-х.

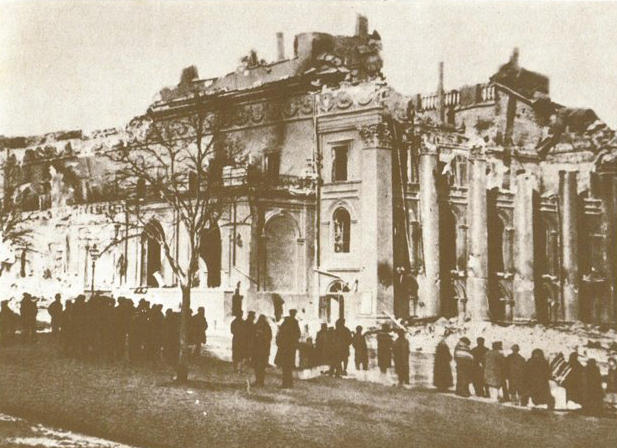
Перший оперний театр після пожежі, 1873

### Перший театр
Театральна Одеса веде свою історію практично з моменту заснування міста. Театр опери та балету по праву можна назвати старійшиною серед цілого ряду його культурних установ. Одеса отримала право будувати театр у 1804 році (ставши третім містом з театром в Російській імперії), а в 1809 році він був уже зведений. Автором цього проєкту був відомий французький архітектор Жан-Франсуа Тома де Томон, автор ряду будівель в Петербурзі. Саме цю будівлю відвідував Олександр Пушкін під час свого перебування в Одесі в 1823-24 роках. Будівля театру була першою серед оперних театрів України. 10 лютого 1810 року відбулося урочисте відкриття. Першою виставою були одноактна опера Фреліха «Нове Сімейство» і водевіль «Утішена вдова» російської трупи Порфирія Фортунатова. Потім господарем театру стала оперно-драматична трупа князя Олександра Шаховського. Князь дав трупі своє ім'я, але її учасникам не дали волі — в трупі грали кріпаки, як і в оркестрі.
Будівля розташувалася трохи вище сучасного театру, ближче до скверу Пале-Рояль, і сприймалася як пам'ятник молодому місту. Архітектура будівлі була витримана в класичному стилі, з портиком коринфського ордера та фронтоном, зверненим до будівлі тодішнього англійського клубу (нині Музей морського флоту України). Театр вміщував 800 глядачів, за прикладом старих італійських театрів 17 лож розташовувалися на трьох ярусах, в партері було всього 44 крісла. Ще 700 глядачів спостерігали за постановками, стоячи в партері.
Для виправлення недоліків будівлі театру проводилися неодноразові перебудови: у 1820—1822, 1831—1833, 1836, 1857 і 1872 роках. В результаті цих перебудов по осі колон з'явилася кам'яна стіна, що дозволило збільшити простір фоє. З боку Рішельєвській вулиці був прибудований одноповерховий кам'яний вестибюль. Роботи по останньому перероблюванню будівлі закінчилися 31 грудня 1872 року, а в ніч на 2 січня 1873 театр повністю згорів через загоряння газового ріжка, що висвітлює годинник в нічний час. У театрі ночували люди, але ніхто з них не постраждав.

### Новий театр

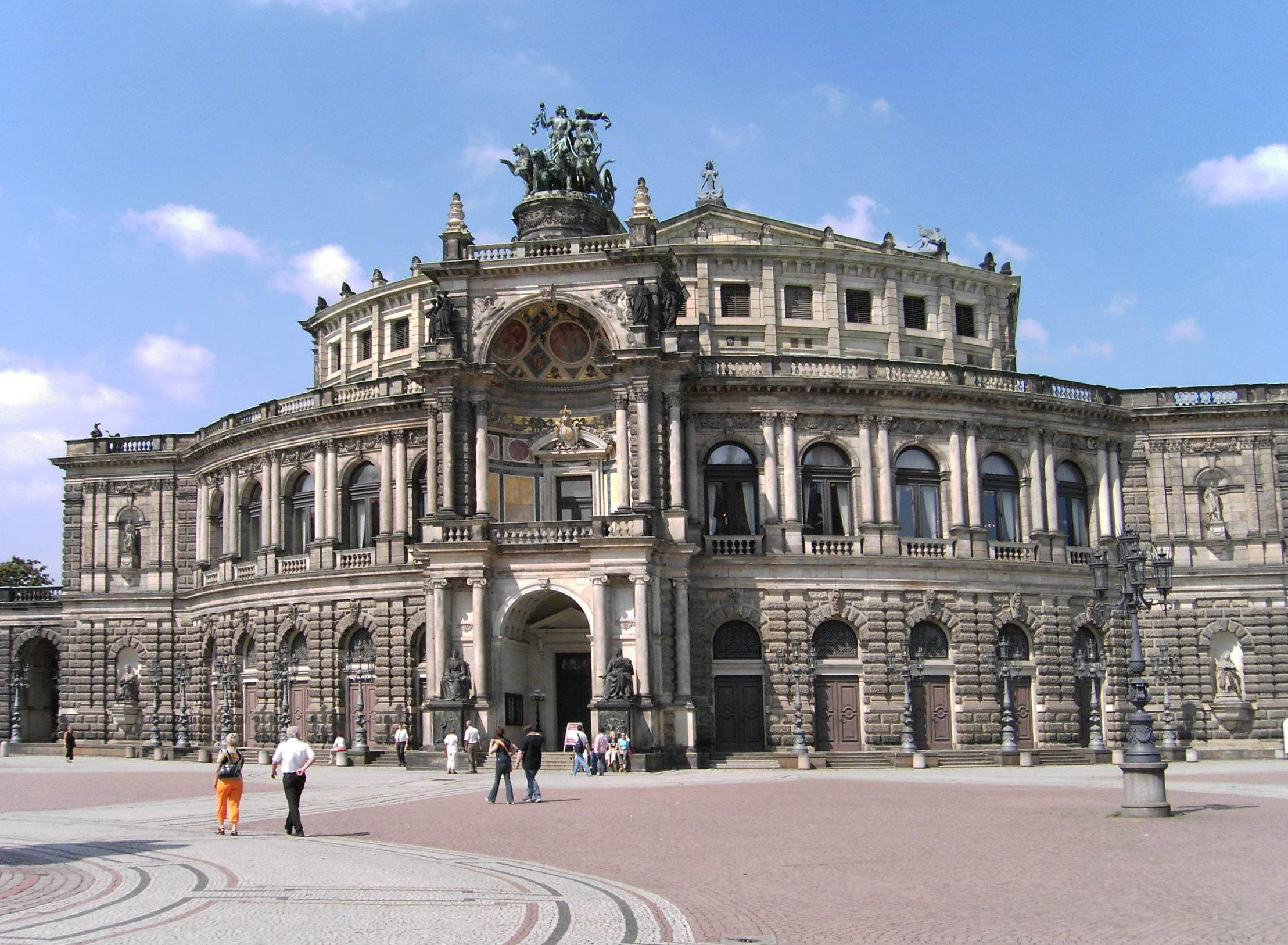
Прототип одеського оперного театру — Саксонська державна опера Дрездена архітектора Готфріда Земпера

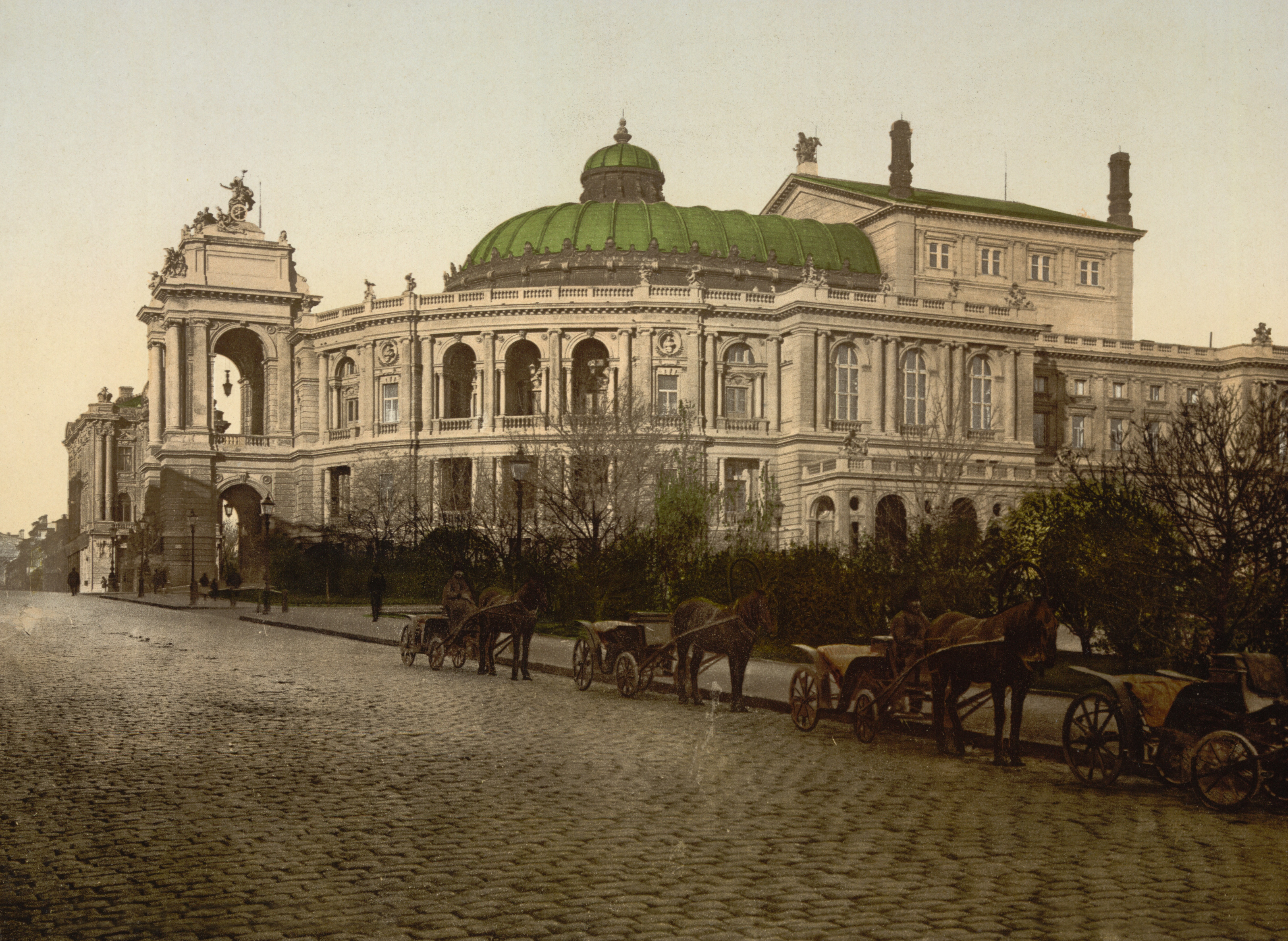
Оперний театр у 1900 році

Створити проєкт нового міського театру запропонували віденським архітекторам Фердинанду Фельнеру і Герману Гельмеру, за проєктами яких побудовано театри в багатьох містах Європи (Відні, Будапешті, Дрездені, Зальцбурзі, Загребі, тощо). Проєкт був готовий в 1882 році. Зразком послужила зведена чотирма роками раніше Дрезденська Опера архітектора Готфріда Земпера, з нетрадиційною формою фоє, повторював вигин глядацького залу. Пройшло майже одинадцять років з моменту пожежі до закладки першого каменя в підставу будівлі нового театру — це відбулося 16 (28) вересня 1884. Роботи велися підрядним способом з місцевих будівельних матеріалів (в основному, популярного одеського вапняку — черепашнику). Крім того, багато для відкриття театру зробив тодішній головний архітектор Одеси — Олександр Бернардацці, архітектори Юрій Дмитренко та Фелікс Гонсіоровський. Урочисте відкриття театру відбулося 1 (13) жовтня 1887.
Одеський театр опери та балету володіє найкращою акустикою серед подібних театрів колишнього СРСР.
У березні 1925 р. внаслідок нової пожежі повністю згоріла сцена та постраждав зал. У стислі терміни театр відбудували, і вже через рік відновилися спектаклі. Сцена отримала нове технічне устаткування; було встановлено дві залізобетонні завіси, що відсікають при потребі сцену від залу глядачів і службових приміщень. У 1926 році театру було надано звання «Академічний».
Під час Німецько-радянської війни, як свідчіть напис на меморіальній табличці, саме на балконі театру 10 квітня 1944 р. підняли прапор визволення міста від гітлерівських загарбників (німці планували при відступі підірвати театр).
31 серпня 2007 року за указом Президента України № 807/2007 Одеському академічному театру опери та балету присвоєно статус «Національного».
Навесні 2022 року театр тимчасово припиняв роботу під час повномасштабного вторгнення російської армії до України, у червні роботу театру було відновлено.

## Творчі події
Театру належать великі заслуги в розвитку музичної культури на Півдні України. [джерело?]
- Тут виконували свої твори Петро Чайковський, Микола Римський-Корсаков, Сергій Рахманінов, Ежен Ізаї, Пабло Сарасате та інші.
- Співали Енріко Карузо, Федір Шаляпін, Соломія Крушельницька, Антоніна Нежданова, Марія Гребінецька, Софія Мирович, Леонід Собінов, Джузеппе Ансельмі, Тітта Руффо[it], Маттіа Баттістіні, Леоне Джіральдоні[it], Арнольд Азрікан, Семен Біжеїч, Зінаїда Лисак.
- Танцювали Анна Павлова, Ісідора Дункан, Катерина Гельцер, Наталія Верекундова, Тетяна Ващенко-Демпель.

Диригентами спектаклів і симфонічних концертів виступали: Антон Рубінштейн, Едуард Направник, Антон Аренський, Олександр Глазунов та інші.
1926 — театру було присвоєно звання «академічний».
1931 — музичний керівник театру Йосип Прібік (1894—1937) став народним артистом УРСР.
1937 — головний диригент Самуїл Столерман (1927—1944) удостоєний звання народного артиста УРСР.
2007 — Указом Президента Віктора Ющенка надано статус «національний».
У театрі відбуваються симфонічні концерти, зокрема, органні, бо театр має найкращі в місті акустичні дані.
При театрі впродовж кількох десятків років працює дитяча балетна школа — унікальний творчий заклад міста і «кузня кадрів» для балетної трупи театру.

## Персоналії театру
У театрі диригували композитори Петро Чайковський, Микола Римський-Корсаков, Сергій Рахманінов, Альфонс Цибулка, співали Енріко Карузо, Федір Шаляпін, Соломія Крушельницька, Антоніна Нежданова, Леонід Собінов, танцювали Анна Павлова, Катерина Гельцер, Ісідора Дункан та інші.
Генеральні директори-художні керівники
- Семенов Валентин
- Проскурня Сергій Владиславович (2009)
- Бабіч Надія Матвіївна (з 5 листопада 2010 року)

Головні диригенти
- Коваль Василь Северинович  (від 30.04.2024)
- Чернуха-Волич В'ячеслав Іванович (2019—2023)
- Грузін Борис Юхимович (1969–1976, 1989–1993)
- Столерман Самуїл Олександрович (1927—1944)

Головні балетмейстери
- Трегубов Микола Іванович, заслужений діяч мистецтв УРСР (1958—1970)
- Смирнов-Голованов Віктор Вікторович (1976—1988)
- Барановська Олена Геннадіївна, народна артистка України

Головні режисери
- Тараненко Оксана (з 2013)[8]
- Лавренчук Євген Вікторович (2018—2021)[9][10]

Головні художники-постановники
- Злочевський Петро Панасович (1944—1977), народний художник УРСР
- Бевзенко-Зинкіна Наталія Михайлівна (1979—2014), заслужений художник України

Оперна трупа
- Зуєнко Лариса Павлівна, сопрано
- Васильєва Валентина Борисівна, меццо-сопрано
- Капара Семен Макарович, тенор (1884—1971)
- Мітюшкін Віктор Анатолійович, баритон
- Навротський Василь Всеволодович, бас
- Нещеретний В'ячеслав Семенович, баритон, заслужений артист УРСР (1928—1993)
- Сергієнко Раїса Михайлівна, лірико-драматичне сопрано, народна артистка СРСР (1925—1987)
- Топчій Ніл Григорович, лірико-драматичний тенор, заслужений артист УРСР (1893—1980)
- Воликівська Ірина Іванівна, лірико-драматичне сопрано, народна артистка УРСР (1929—1930, 1936—1941, 1944—1957)
- Данченко Сергій Микитович, тенор, заслужений артист УРСР  (1931—1934, 1936—1941, 1944—1955)
- Благовидова Ольга Миколаївна, мецо-сопрано, народна артистка УРСР (1932—1948)

Балетна трупа
Балетна трупа театру складається зі 111 осіб.
- Добрянська Олена
- Доценко Сергій
- Рожевич Ольга
- Статний Володимир, заслужений артист республіки Молдова

## Репертуар

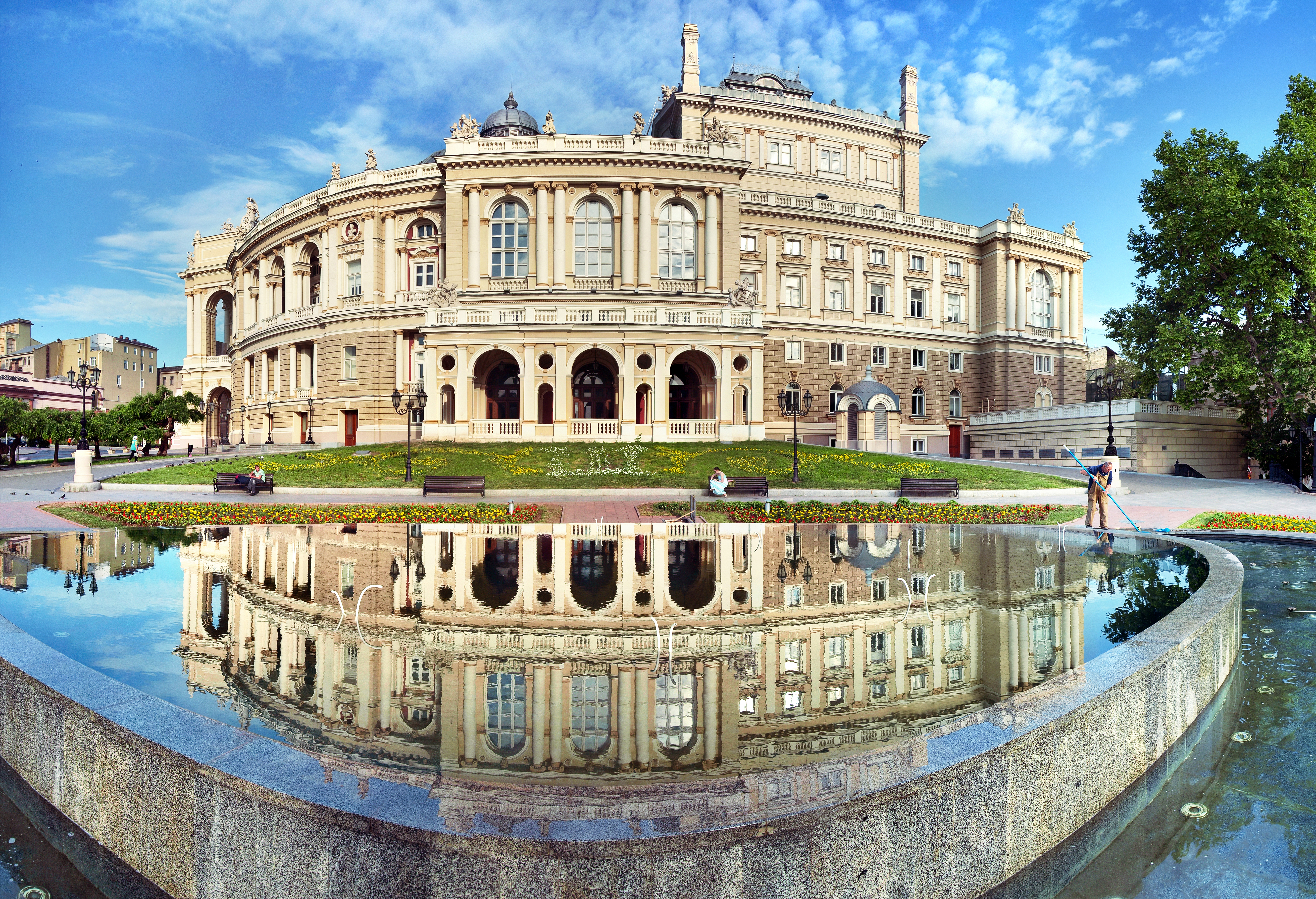
Панорама зі сторони парку

До числа найвдаліших постановок трупи театру увійшли: «Кармен», «Травіата», «Трубадур», «Ріголетто», «Запорожець за Дунаєм», «Мадам Баттерфляй» («Чіо-Чіо-Сан»), «Наталка Полтавка», «Жізель», «Лускунчик», «Спляча красуня».
У репертуарі:
- опери «Карміна Бурана», «Травіата», «Євгеній Онєгін», «Іоланта», «Аїда», «Білосніжка та семеро гномів», «Бал-маскарад», «Богема», «Вій», «Дон Жуан», «Запорожець за Дунаєм», «Кармен», «Катерина», «Князь Ігор», «Любовний напій», «Лючія ді Ламмермур», «Мадам Баттерфляй», «Набукко», «Орфей і Еврідіка», «Винова краля», «Паяци», «Ріголетто», «Сільська честь», «Севільський цирульник», «Смарагдове місто», «Тангойзер», «Трубадур», «Турандот», «Тоска», «Катерина».
- балети «Айболіт XXI», «Аліса в країні чудес», «Баядерка», «Вальпургієва ніч», «Долі», «Дон Кіхот», «Жар-птиця», «Весна священна», «Жізель», «Кармен-сюїта», «Крик», «Лебедине озеро», «Лускунчик», «Маскарад», «Народження балерини», «Нурієв forever…», «Пітер Пен», «Пахіта», «Перлини світового балету», «Попелюшка», «Ромео і Джульєтта», «Русалонька», «Спляча красуня», «Таємниця Віденського лісу», «Чиполліно», «Червона Шапочка», «Шопеніана».

### Історія постановок

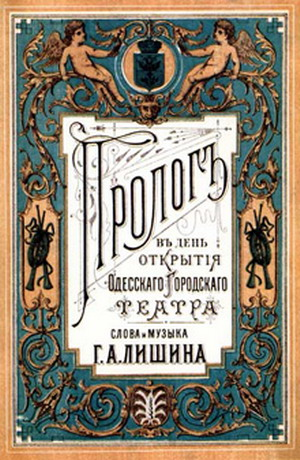
Афіша на відкриття 1-го сезону театру Одеси, 1887

- 2019, 17 березня — «Народження балерини» феєрія-казка Людмили Сергійчук на музику Петра Чайковського, Каміля Сен-Санса, Роберта Шумана, Лео Деліба; дир. Віталій Ковальчук, реж. Павло Кошка, хор. Олена Барановська
- 2019, 5 квітня — «Мадам Баттерфляй» опера Джакомо Пуччіні, лібрето Луїджі Ілліки та Джузеппе Джакози за мотивами п'єси Давида Беласко та повісті Джона Лютера Лонга «Гейша»; реж. Anatol Preissler (Австрія)
- 2019, 30 серпня — «Лоенгрін» опера semi-stage Ріхарда Вагнера; дир. Ігор Шаврук, реж. Павло Кошка
- 2019, 28 вересня — «Трубадур» опера Джузеппе Верді, лібрето Сальваторе Каммарано за однойменною драмою Антоніо Гарсіа Гутьєрреса; дир. Ігор Чернецький, реж. Тіло Райнхард (Німеччина)
- 2019, 3 листопада — «Ромео і Джульєтта» опера Сергія Прокоф'єва, лібрето Гаррі Севояна за мотивами однойменної п'єси Вільяма Шекспіра; хореографія Леоніда Лавровського в редакції Гаррі Севояна
- 2019, 9 листопада — «La Traviata» опера Джузеппе Верді, лібрето Франческо Піаве за романом «Дама з камеліями» Дюма-сина; дир. В'ячеслав Чернухо-Воліч, реж. Євген Лавринчук[11][12]
- 2020, 28 лютого — «Carmina Burana» за однойменним твором Карл Орфа; дир. В'ячеслав Чернухо-Воліч, реж. Герард Мостерд
- 2021, 28 лютого — «Шукачі перлів» опера[en] Жоржа Бізе, лібрето Ежена Кормона і Мішеля Карре; реж. Павло Кошка
- 2021, 7 листопада — «Болеро» балет Моріса Равеля; балетм. Георгій Ковтун
- 2021, 7 листопада — «Жар-птиця» балет Ігоря Стравінського; балетм. Георгій Ковтун
- 2022, 17 вересня — «Катерина» опера Олександра Родіна, лібрето Миколи Аркаса та Діодора Бобиря за однойменною поемою Тараса Шевченка; реж. Оксана Тараненко[13][14][15][16][17]
- 2022, 6 листопада — «Білосніжка» балет Богдана Павловського, лібрето — Яніна Кисельова за мотивами казки «Білосніжка та семеро гномів» братів Грімм; дир. Ігор Чернецький, хор. Гаррі Севоян, Яніна Кисельова[18]

## Гастрольна діяльність
Артисти балету гастролювали в Канаді, Японії, В'єтнамі, Шрі-Ланці, Китаї, Угорщині, Болгарії, Фінляндії, Південній Кореї, Італії, Іспанії, Португалії — з Маєю Плісецькою, Індонезії, Швейцарії, Швеції та інших країнах.

## Визнання
До 120-річчя театру, 2007 року, Національний банк України випустив ювілейні монети з нейзильберу і срібла, номіналом 5 і 10 гривень відповідно, присвячені Одеському державному академічному театру опери та балету
Журнал «Forbes» 2008 року включив театр до списку найбільш незвичайних визначних пам'яток Східної Європи.
|                                                                  |
| Ювілейна монета НБУ, присвячена Одеському театру опери та балету |

|                                                      |
| На ювілейній монеті НБУ, присвяченій 220-річчю Одеси |